# Glauconycteris humeralis
Glauconycteris humeralis és una espècie de ratpenat de la família dels vespertiliònids. Viu a la República Democràtica del Congo i Uganda. El seu hàbitat natural són els boscos humits tropicals de plana. Es desconeix si hi ha cap amenaça significativa per a la supervivència d'aquesta espècie. Es tracta d'un ratpenat molt petit que no presenta un dimorfisme sexual marcat.